# Place de l'Amphithéâtre (Paris)
Pour les articles homonymes, voir Place de l'Amphithéâtre.
La place de l'Amphithéâtre est une voie située dans le quartier de Plaisance du 14e arrondissement de Paris.

## Situation et accès
La place de l'Amphithéâtre est desservie à proximité la ligne 13 à la station Pernety.

## Origine du nom
Elle tient sa dénomination en raison que l'un des ensembles du complexe immobilier des Échelles du Baroque qui la ceint, lui donne sa forme et son nom.

## Historique
Cette place, qui demeure une voie privée, est créée sur l'emprise de la rue Vercingétorix en 1987, sous le nom provisoire de « voie AC/14 », lors de la construction du complexe immobilier des Échelles du Baroque et prend son nom actuel le 20 juillet 1987.